# 聂瑞平
聂瑞平（1959年10月25日—），男，河北献县人，中华人民共和国政治人物。河北大学中文系语言文学专业毕业，新加坡南洋理工大学人文与社会科学院管理经济学专业研究生学历，理学硕士。

## 生平
1983年加入中国共产党。历任河北省文联人事处副处长、副秘书长、办公室主任；中共河北省委宣传部处长、秘书长、办公室主任、副部长；秦皇岛市委副书记；河北省体育局局长、党组书记等职。2011年12月任中共廊坊市委副书记、副市长、代市长，次年2月正式当选。2013年2月，任中共保定市委书记。2018年1月，任河北省人大常委会副主任。